# Katholisch-apostolische Gemeinden

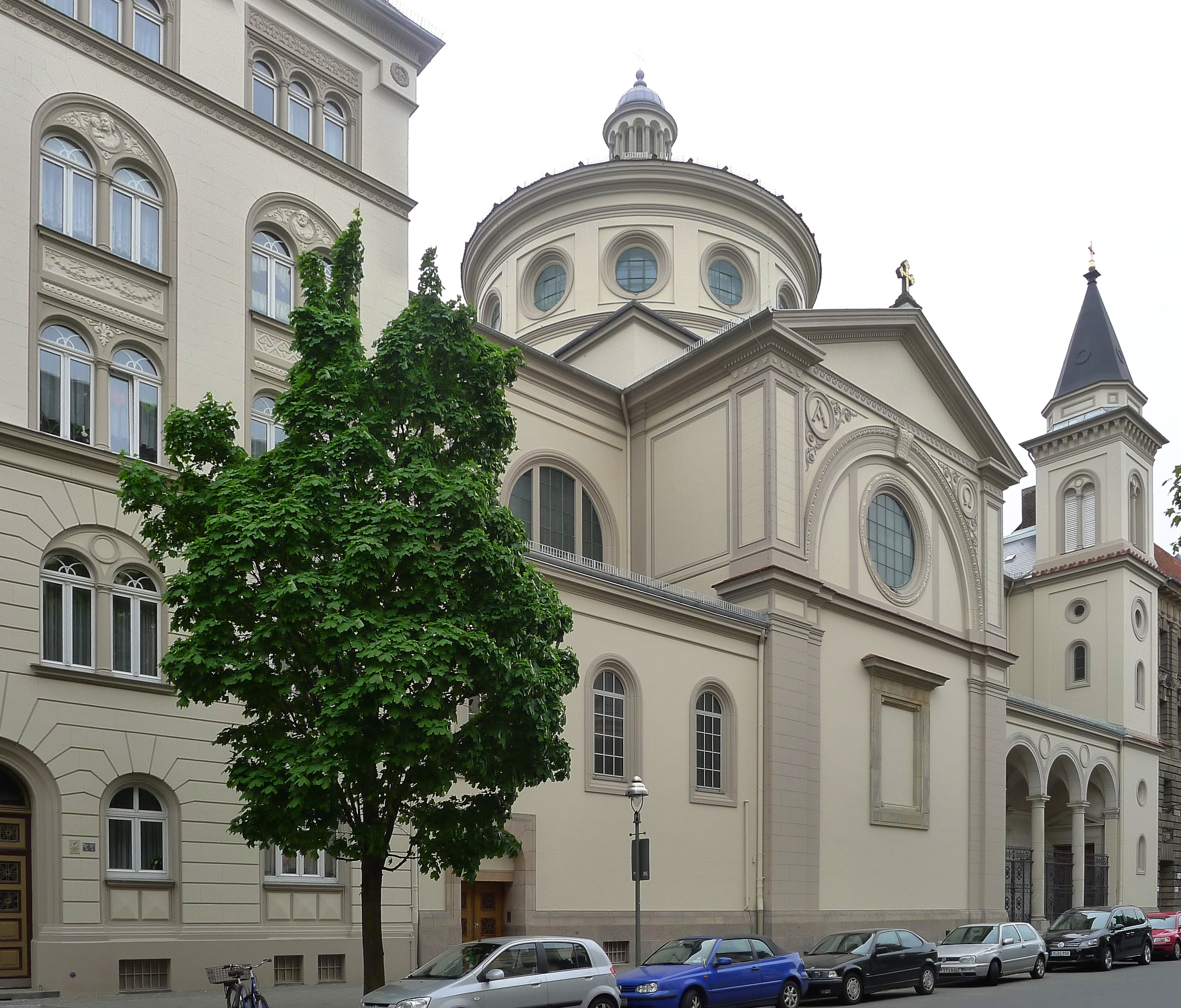
Katholisch-apostolische Kirche Berlin-Kreuzberg

Die katholisch-apostolischen Gemeinden sind eine christliche Gemeinschaft, die sich ab 1831 in England bildete, Anfang der 1840er Jahre nach Deutschland kam und ab 1863 zur Keimzelle unterschiedlichster Apostolischer Gemeinschaften wurde.

## Geschichte
Ausgangspunkt der katholisch-apostolischen Gemeinden war eine endzeitlich geprägte Erweckungsbewegung, die sich innerhalb verschiedener christlicher Kirchen und Glaubensgemeinschaften Großbritanniens entwickelte. In Teilen dieser Bewegung kam es zu einzelnen Gemeindegründungen. Unter dem Eindruck endzeitlicher Prophezeiungen wurden 12 Persönlichkeiten aus Großbritannien zu Aposteln berufen, deren Aufgabe es sein sollte, die Kirche auf das zweite Kommen Jesu vorzubereiten. Sie versammelten sich in Albury und verfassten das sogenannte Testimonium (von lat. testimonium: Zeugnis), das sie verschiedenen weltlichen und kirchlichen Persönlichkeiten der damaligen Welt überreichten.
Der Großteil der ersten Amtsträger entstammte der anglikanischen Kirche und der presbyterianischen Kirche Schottlands. Aber auch lutherische, reformierte und römisch-katholische Geistliche fanden hinzu.
1863 kam es zu einem Schisma, aus dem sich zunächst die Allgemeine christliche apostolische Mission und ab 1878 die Neuapostolische Kirche (NAK) entwickelte. Auch viele andere apostolische Gemeinschaften führen ihre Wurzeln auf die katholisch-apostolischen Gemeinden zurück. Hauptgrund für das Schisma war die unterschiedliche Auffassung über den Fortbestand des „zweiten Apostolats“. Die Apostel hatten entschieden, dass sie keinen Ratschluss Gottes erkennen könnten, der eine Fortführung durch Nachfolger nach ihrem Tod legitimierte. Dem widersprachen einzelne Amtsträger aus Deutschland, wo sich nach England die meisten katholisch-apostolischen Gemeinden gebildet hatten, insbesondere der deutsche Prophet Heinrich Geyer. Er berief neue Apostel, was von den amtierenden englischen Aposteln verworfen wurde und später zu seinem Ausschluss führte. Die katholisch-apostolischen Gemeinden distanzieren sich nach wie vor von allen aus ihnen entstandenen Gemeinschaften.
Seit dem Tod des letzten Apostels, Francis Valentine Woodhouse, am 3. Februar 1901 können keine Versiegelungen und Ordinationen mehr vorgenommen werden. Die katholisch-apostolischen Gemeinden wurden daher zunehmend in ihren Aktivitäten eingeschränkt, bis schließlich Anfang der 1970er Jahre die letzten ordinierten Amtsträger hochbetagt verstarben.
In jüngerer Zeit führte die Beschäftigung mit diesen Gemeinden zu einigen Neugründungen, von denen sich jedoch die ursprünglichen Gemeinden distanzieren. Die vorwiegend niederländische Katholiek Apostolische Kerk sieht sich selbst als legitime Nachfolgerin der Katholisch-Apostolischen Gemeinden, wird aber von den noch existierenden, ursprünglichen katholisch-apostolischen Gemeinden nicht anerkannt.

## Lehre und Praxis

### Selbstverständnis
Die englischen Apostel schrieben in ihrem Testimonium: „Die Kirche Christi ist die Gemeinschaft aller, ohne Unterschied der Zeit und des Landes, welche im Namen des Vaters und des Sohnes und des Heiligen Geistes getauft und durch ihre Taufe von allen anderen Menschen ausgesondert sind.“ Sie waren daher von Grund auf ökumenisch eingestellt und sahen ihre späteren Gemeinden als „Modellgemeinden“, in denen sich die Vielfalt der christlichen Riten niederschlug. Eine exklusive Gewissheit des Heils wurde zu keiner Zeit für die Mitglieder der Gemeinden in Anspruch genommen.

### Gottesdienst
Für den Gottesdienst wurde von den Aposteln eine Liturgie herausgegeben, die auf anglikanischen, römisch-katholischen und orthodoxen Vorlagen basierte. Lichter, Weihrauch, liturgische Gewänder, Weihwasser und Öl waren als Symbole im Gottesdienst in Gebrauch. Die vollständigen liturgischen Formen konnten nur in wenigen Gemeinden ausgeführt werden, da es dazu der Vollzahl der Ämter vor Ort bedurfte und diese nur in wenigen Gemeinden der Fall war, so z. B. in der Zentralkirche in London (am Gordon Square) und in Berlin. Es gab täglich vier Gottesdienste: den Morgendienst um 6 Uhr, Gebetsdienste um 9 Uhr und 15 Uhr und den Abenddienst (Vesper) um 17 Uhr. Sonntags um 10 Uhr und an Feiertagen wurde die heilige Eucharistie gefeiert. Heute können hiervon nur noch der Vormittagsdienst (mit oder ohne Litanei) und der Nachmittagsdienst gefeiert werden, da die ordinierten Diener fehlen; die Dienste werden von männlichen Gemeindegliedern übernommen.

### Organisation
Die katholisch-apostolischen Gemeinden waren streng hierarchisch organisiert. Es wurde sehr viel Wert auf das sogenannte „vierfache Amt“ gelegt: Apostel (als „Älteste“ der Gesamtkirche), Propheten, Evangelisten und Hirten (nach Eph 4,11f ). Jedes dieser Ämter sollte sowohl in der Gesamtkirche als auch in der Einzelgemeinde (hier entsprechend der Amtskategorie der Apostel die „regierenden Ältesten“) vor Ort vorhanden sein. Die Ortsgemeinden wurden von sogenannten Engeln (=Bischöfen) geleitet, deren Name sich von den „Engeln der Sieben Gemeinden“ in der Johannesoffenbarung herleiten sollte. Diesen standen Priester (im vierfachen Amt), Diakone, Unterdiakone, Diakonissen, Akoluthen und Türhüter zur Seite.
Jedem der Apostel wurde ein bestimmter Arbeitsbereich („Stamm“, in Anlehnung an die Zwölf Stämme Israels) zugewiesen, für den er zuständig war:
- Asser – Frankreich und die röm.-kath. Schweiz (Apostel Henry Dalton)
- Benjamin – Schottland und protestantische Schweiz (Apostel Henry Drummond)
- Dan – Russland, Finnland und Baltikum (Apostel William Dow)
- Ephraim – Polen, Indien und Australien (Apostel John Owen Tudor)
- Gad – Schweden und Norwegen (Apostel Duncan MacKenzie)
- Isaschar – Dänemark, Niederlande und Belgien (Apostel John Henry King-Church)
- Juda – England und Nordamerika (Apostel John Bate Cardale)
- Manasse – Italien (Apostel Spencer Perceval)
- Naphtali – Spanien und Portugal (Apostel Francis Sitwell)
- Ruben – Süddeutschland und Österreich (Apostel Francis Valentine Woodhouse)
- Sebulon – Irland, Griechenland und Orient (Apostel Nicholas Armstrong)
- Simeon – Norddeutschland (Apostel Thomas Carlyle)

Aus dieser Stammeszuordnung leitete später die Neuapostolische Kirche ihr zentrales Leitungsamt, das Stammapostelamt, bei völliger Umdeutung ab.
Der erstberufene Apostel war John Bate Cardale, der auch als Pfeiler der Apostel bezeichnet wurde. Ihm waren zugeordnet der Pfeiler der Propheten, der Pfeiler der Evangelisten und der Pfeiler der Hirten im Sinne von „Säule und Stütze des jeweiligen Amtes“. Am bekanntesten hiervon war der Pfeiler der Propheten, Edward Oliver Taplin. Auch den anderen elf Aposteln war jeweils ein Prophet, Evangelist und Hirte zugeordnet.

## Gemeinden und Mitgliederzahlen
Die katholisch-apostolischen Gemeinden hatten zu Beginn des 20. Jahrhunderts schätzungsweise 200.000 Mitglieder, davon allein in Deutschland ca. 70.000, in weltweit fast 1.000 Gemeinden, die sich wie folgt verteilten: England: 315, Schottland: 28, Irland: 6, Deutschland: 348, Niederlande: 17, Österreich/Ungarn: 8, Schweiz: 41, Norwegen: 10, Schweden: 15, Dänemark: 59, Russland, Finnland, Polen, Baltische Staaten: 18, Frankreich: 7, Belgien: 3, Italien: 2, USA: 29, Kanada: 13, Australien: 15 und Neuseeland: 5.
Im Jahr 2007 existieren in Deutschland und auch anderen Ländern noch etwa 40 Gemeinden. In den verbliebenen Gemeinden werden Gottesdienste von Laienhelfern und vereinzelt von Unterdiakonen geleitet. In der Regel bestehen die Gemeinden aus Nachkommen früherer Gemeindeglieder. Die heilige Eucharistie, als wichtigster Gottesdienst an erster Stelle in ihrer Liturgie, kann nicht mehr gehalten werden. Ihre Gottesdienste beschränken sich durch das Aussterben der Ämter auf jene Handlungen der Liturgie, die auch Laien (im Gewand) vollziehen können, vor allem fürbittende Gebete (namentlich die Litanei). Daneben werden Predigten aus der reichhaltigen homiletischen Literatur der katholisch-apostolischen Gemeinden des 19. und 20. Jahrhunderts (bis in die 70er Jahre) verlesen. Voraussetzung für die Predigtbefugnis war die Weihe zu einer der drei Amtsstufen (Engel (Bischof), Priester, Diakon).
Eine geistliche Leitung fehlt den Gemeinden aus den oben erwähnten Gründen. Organisatorisch sind jedoch viele deutsche Gemeinden über eine Vermögensgesellschaft bzw. -stiftung mit Sitz in Frankfurt verbunden. Dieser gehören viele deutsche Kirchengrundstücke und -gebäude. Auch wurden bis mindestens in die 1960er Jahre noch Neubauten (zum Beispiel in Düsseldorf) errichtet. Das Opferaufkommen vieler Gemeinden wird zentral verwaltet. Indirekt hat die Frankfurter Gesellschaft daher auch gewissen Einfluss auf das gemeindliche Leben in den Ortsgemeinden.
Die Gemeinden warten auf ein Eingreifen Gottes (Zweites Kommen Jesu) in die Entwicklung der christlichen Kirche, welches u. a. die verloren gegangene Einheit wieder bringen wird. Aus ihrer Sicht kann das in jedem Teil der vor Gott einen Kirche Christi seinen Anfang nehmen.